# هوری (اسطوره ژاپن)
هوری (به انگلیسی: Hoori) یک شخصیت در اساطیر ژاپن، سومین و کوچکترین پسر نینیگی-نو-میکوتو و شاهدخت شکوفه کونوهاناساکویا-هیمه است. او یکی از نیاکان امپراتور ژاپن به عنوان پدربزرگ امپراتور جینمو است.